# 7 marca
7 marca jest 66. (w latach przestępnych 67.) dniem w kalendarzu gregoriańskim. Do końca roku pozostaje 299 dni.

## Święta
- Imieniny obchodzą: Bazyli, Efrem, Elpidia, Elpidiusz, Eubul, Eugeniusz, Felicyta, German, Morzysław, Nadmir, Paweł, Perpetua, Teofilakt, Teresa i Tomasz (w przypadku Tomasza jest to data sprzed reformy kalendarza liturgicznego, obecnie przeniesiona na 28 stycznia).
- Albania – Dzień Nauczyciela
- Wspomnienia i święta w Kościele katolickim obchodzą[1][2]
  - św. Felicyta i św. Perpetua (męczennice)
  - bł. Józef Eulalio Valdés (bonifrater)
  - św. Maria Antonia de Paz Figueroa
  - św. Teresa Małgorzata Redi (zakonnica)

## Wydarzenia w Polsce
- 1000 – Rozpoczął się I zjazd gnieźnieński.
- 1280 – Rycerstwo polskie pod wodzą księcia Leszka Czarnego wyruszyło z Krakowa z wyprawą odwetową na Ruś.
- 1330 – Król Władysław I Łokietek nadał prawa miejskie Tarnowowi.
- 1453 – Poświęcono kościół św. Marcina w Oporowie.
- 1573 – Iwan Fedorowicz założył pierwszą drukarnię we Lwowie.
- 1602 – Trąba powietrzna przeszła przez Oleśnicę.
- 1837 – Na mocy ukazu cara Mikołaja I Romanowa w Królestwie Polskim województwa zostały zastąpione przez gubernie.
- 1862 – W Teatrze Skarbkowskim we Lwowie wystawiono po raz pierwszy tragedię Balladyna Juliusza Słowackiego.
- 1929 – W teatrzyku „Morskie Oko” w Warszawie śpiewaczka kabaretowa Stanisława Nowicka wykonała po raz pierwszy piosenkę Tango milonga z muzyką Jerzego Petersburskiego i tekstem Andrzeja Własta.
- 1931 – Hans-Adolf von Moltke został posłem niemieckim w Polsce.
- 1941 – Oskarżony o kolaborację z Niemcami aktor Igo Sym został zastrzelony w swym mieszkaniu w Warszawie z wyroku Wojskowego Sądu Specjalnego ZWZ.
- 1942 – W Bełchatowie Niemcy zamordowali 4 żołnierzy AK.
- 1943 – Około 130 osób zginęło w czasie pacyfikacji wsi Kaszyce na Podkarpaciu dokonanej przez oddziały niemiecko-ukraińskie.
- 1944 – Niemcy odkryli tzw. Bunkier „Krysia” przy ul. Grójeckiej w Warszawie, gdzie ukrywało się 38 Żydów. Wraz z dwoma polskimi opiekunami zostali oni prawdopodobnie rozstrzelani trzy dni później w ruinach warszawskiego getta.
- 1945:
  - Armia Czerwona zdobyła Darłowo, Gniew i Goleniów.
  - NKWD aresztowało gen. Augusta Emila Fieldorfa ps. „Nil”.
  - Tuż przed wkroczeniem Armii Czerwonej do Słupska Niemcy rozstrzelali 22 robotników przymusowych.
- 1949 – W więzieniu MBP na warszawskim Mokotowie wykonano wyrok śmierci na majorze Hieronimie Dekutowskim ps. „Zapora” – jednym z legendarnych bohaterów walk o niepodległość, dowódcy oddziałów partyzanckich walczących z Niemcami i przejmującymi władzę w Polsce komunistami.
- 1950 – Sejm Ustawodawczy przyjął ustawę wprowadzającą nakaz pracy.
- 1953:
  - Katowice i województwo katowickie zostały przemianowane na Stalinogród i województwo stalinogrodzkie.
  - Pałac Kultury i Nauki w Warszawie otrzymał imię Józefa Stalina.
- 1975 – Premiera filmu Linia w reżyserii Kazimierza Kutza.
- 1979 – W Forcie Rembertowskim w Warszawie wykonano ostatni w Polsce wyrok śmierci przez rozstrzelanie na żołnierzu skazanym za morderstwo na tle seksualnym.
- 1984 – Rozpoczął się strajk okupacyjny w Zespole Szkół Rolniczych w Miętnem koło Garwolina.
- 1988 – Premiera filmu Śmierć Johna L. w reżyserii Tomasza Zygadły.
- 1993 – Rozpoczęła nadawanie pierwsza polska komercyjna stacja telewizyjna Polonia 1.
- 1995 – Józef Oleksy został premierem RP.
- 2003 – TVP zmieniła identyfikację swojego znaku, a także logotypy wszystkich swoich kanałów.
- 2006 – Oddano do użytku warszawski wieżowiec Rondo 1.
- 2007 – Sejm RP przyjął przez aklamację uchwałę w sprawie ogłoszenia roku 2007 „Rokiem Artura Rubinsteina”.
- 2009 – W Stoczni Szczecińskiej Nowa zwodowano ostatni statek – kontenerowiec „Fesco Vladimir” dla armatora rosyjskiego.
- 2014:
  - Premiera filmu Kamienie na szaniec w reżyserii Roberta Glińskiego.
  - W Sopocie rozpoczęły się 15. Halowe Mistrzostwa Świata w Lekkoatletyce.

## Wydarzenia na świecie

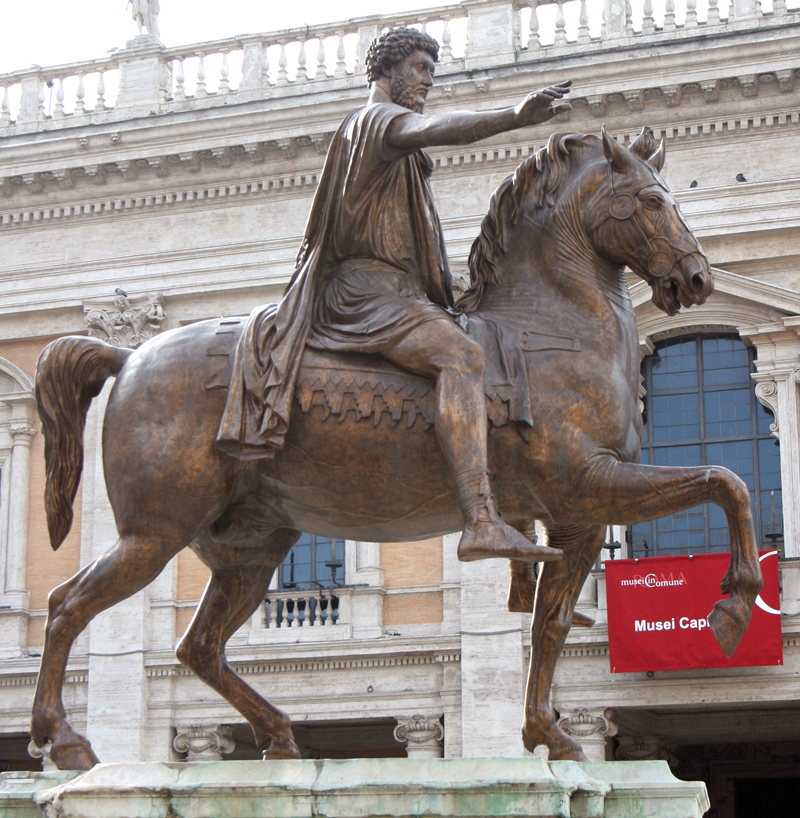
Pomnik cesarza Marka Aureliusza na placu Campidoglio w Rzymie

- 161 – Po śmierci Antoninusa Piusa współcesarzami rzymskimi zostali Marek Aureliusz i Lucjusz Werus.
- 321 – Cesarz rzymski Konstantyn I Wielki wydał edykt ustanawiający niedzielę („dies Solis”) dniem wolnym od pracy w urzędach, rzemiośle i handlu, natomiast nie zakazujący pracy w rolnictwie. Zarządzenie zmieniało długość tygodnia (do tej chwili obowiązywał tydzień 8 dniowy, tzw. nundinae) i sankcjonowało przyjęty w chrześcijaństwie zwyczaj święcenia pierwszego dnia tygodnia (niedzieli).
- 961 – Wojska bizantyjskie pod wodzą przyszłego cesarza Nicefora II Fokasa zdobyły Chandak (Heraklion), kończąc arabskie panowanie nad Kretą.
- 1080 – Antykról niemiecki Rudolf Szwabski został uznany za króla przez papieża Grzegorza VII. Tronu nie objął z powodu śmierci w październiku tego roku w bitwie pod Hohenmölsen.
- 1162 – Podczas II wyprawy włoskiej cesarza Fryderyka Barbarossy został zdobyty i zburzony Mediolan.
- 1277 – Biskup Paryża Étienne Tempier potępił 219 tez awerroizmu.
- 1573 – Republika Wenecka zawarła traktat pokojowy z Imperium Osmańskim na mocy którego Cypr przeszedł pod jego panowanie.
- 1656 – Podpisano traktat pokojowy kończący wojnę domową w Szwajcarii.
- 1714 – Podpisano austriacko-francuski traktat pokojowy w Rastatt kończący wojnę o sukcesję hiszpańską.
- 1728 – Piotr II Romanow został koronowany w Moskwie na cesarza Rosji.
- 1794 – Poeta André Chénier został aresztowany i osadzony w więzieniu św. Łazarza w Paryżu, a następnie skazany przez Trybunał Rewolucyjny na śmierć za jego związki z ambasadą hiszpańską, uznane za zdradę stanu oraz za udział w tzw. spisku więzień.
- 1798 – Republika Ankony została przyłączona do Republiki Rzymskiej.
- 1799 – Wyprawa Napoleona do Egiptu: wojska napoleońskie zdobyły miasto Jafa w Palestynie.
- 1814 – VI koalicja antyfrancuska: zwycięstwo wojsk francuskich nad prusko-rosyjskimi w bitwie pod Craonne.
- 1817 – W brazylijskiej prowincji Pernambuco wybuchło antyportugalskie powstanie.
- 1820 – Pałac królewski w Madrycie został otoczony przez powstańców żądających od króla Ferdynanda VII przywrócenia zawieszonej konstytucji z 1812 roku – początek tzw. trzylecia liberalnego.
- 1824 – W Wenecji odbyła się premiera opery Krucjata w Egipcie Giacomo Meyerbeera.
- 1849 – Wiosna Ludów: cesarz Austrii Franciszek Józef I rozwiązał Sejm Ustawodawczy. Jednocześnie ogłoszono konstytucję oktrojowaną przez cesarza, antydatowaną na 4 marca tzw. konstytucję marcową, która nigdy nie weszła w życie.
- 1878 – Założono Uniwersytet Zachodniego Ontario z siedzibą w mieście London.
- 1887 – W mieście Korcza otwarto pierwszą albańskojęzyczną szkołę.
- 1902 – II wojna burska: zwycięstwo wojsk burskich nad brytyjskimi w bitwie pod Tweebosch.
- 1912:
  - Francuski pilot Henri Seimet po raz pierwszy, bez międzylądowania, pokonał trasę Paryż-Londyn.
  - Norweski badacz polarny Roald Amundsen ogłosił zdobycie bieguna południowego, którego dokonał 14 grudnia 1911 roku.
- 1913 – Port Coquitlam w kanadyjskiej prowincji Kolumbia Brytyjska uzyskał prawa miejskie.
- 1914 – Białoruski tygodnik „Nasza Niwa” ukazał się pod nową redakcją Janki Kupały.
- 1916 – W Monachium założono przedsiębiorstwo motoryzacyjne BMW.
- 1918 – I wojna światowa: Niemcy i Finlandia zawarły traktaty: pokojowy i o przyjaźni.
- 1924 – W ramach Ukraińskiej SRR utworzono Mołdawski Obwód Autonomiczny.
- 1927 – Ponad 3 tys. osób zginęło w trzęsieniu ziemi w prefekturze Kioto na japońskiej wyspie Honsiu.
- 1929 – Przyjęto flagę stanową Wirginii Zachodniej.
- 1931 – Powstała Białoruska Agencja Telegraficzna, istniejąca wcześniej jako filia Rosyjskiej Agencji Telegraficznej.
- 1936 – Wojska niemieckie, łamiąc postanowienia traktatu wersalskiego oraz traktatu z Locarno, wkroczyły do zdemilitaryzowanej Nadrenii.
- 1939 – Armand Călinescu został premierem Rumunii.
- 1941:
  - Na Atlantyku zaginął bez śladu niemiecki niemiecki okręt podwodny U-47, który w czasie swej służby w Kriegsmarine zatopił 30 statków handlowych o łącznym tonażu 162 769 BRT i pancernik o wyporności 29 150 ton.
  - U wybrzeży Islandii został zatopiony przez brytyjskie korwety niemiecki okręt podwodny U-70. Zginęło 20 członków załogi, uratowano 25.
- 1942 – Wojna na Pacyfiku: Brytyjczycy ewakuowali się z Rangunu w Birmie.
- 1944:
  - W ramach stalinowskich represji wobec Czeczenów i Inguszy, oskarżanych o popieranie atakującego radziecki Kaukaz Wehrmachtu, została zlikwidowana Czeczeńsko-Inguska ASRR, a jej obszary włączono w skład Kraju Stawropolskiego.
  - Wszedł do służby japoński lotniskowiec „Taihō”.
- 1946:
  - Odbyła się 18. ceremonia wręczenia Oscarów.
  - Z wyznaczonego na amerykański poligon atomowy atolu Bikini w archipelagu Wysp Marshalla ewakuowano na oddalony o 200 km atol Rongerik wszystkich jego 167 mieszkańców.
- 1947:
  - W Paragwaju wybuchła wojna domowa.
  - Założono kolumbijski klub piłkarski Atlético Nacional.
- 1948 – Archipelag Dodekanez wrócił pod zarząd Grecji.
- 1950:
  - Chen Cheng został premierem Tajwanu.
  - Islandia została członkiem Rady Europy.
- 1951 – Premier Iranu Haj Ali Ramzara został zamordowany w Teheranie przez islamskiego fanatyka.
- 1952 – Ukazało się pierwsze wydanie brytyjskiego magazynu „New Musical Express”.
- 1954:
  - Hokejowa reprezentacja ZSRR zajęła pierwsze miejsce w swym debiutanckim występie na Mistrzostwach Świata, pokonując w finale w Sztokholmie Kanadę 7:2.
  - Muhammad Fareed Didi został ostatnim sułtanem Malediwów.
- 1957 – Dokonano oblotu samolotu pasażersko-transportowego An-10.
- 1959 – Amerykanin Melvin C. Garlow został pierwszym pilotem, który pokonał w powietrzu dystans miliona mil.
- 1960 – Sformowano pierwszą grupę radzieckich kosmonautów WWS 1.
- 1966:
  - Prezydent Charles de Gaulle zapowiedział wystąpienie Francji z militarnych struktur NATO.
  - Uchwalono Konwencję w sprawie likwidacji wszelkich form dyskryminacji rasowej.
- 1973 – Została odkryta Kometa Kohoutka.
- 1980 – Premiera filmu Córka górnika w reżyserii Michaela Apteda.
- 1981 – Otwarto metro w Erywaniu.
- 1982 – Reprezentacja Polski zajęła 3. miejsce na zakończonych w RFN X Mistrzostwach Świata w Piłce Ręcznej Mężczyzn.
- 1984 – 3 osoby zginęły, a 9 zostało rannych w przeprowadzonym przez palestyńskich terrorystów zamachu bombowym na autobus w izraelskim mieście Aszdod.
- 1985 – Ukazał się singiel charytatywny We Are the World.
- 1986:
  - Na dnie Atlantyku znaleziono kabinę zniszczonego w katastrofie 28 stycznia wahadłowca Challenger ze zwłokami 7 członków załogi.
  - Premiera filmu fantasy Nieśmiertelny w reżyserii Russella Mulcahy’ego.
- 1989:
  - Po publikacji Szatańskich wersetów Salmana Rushdiego Iran zerwał stosunki dyplomatyczne z Wielką Brytanią.
  - W ogarniętym protestami Tybecie wprowadzono stan wojenny.
- 1992 – Jean-Luc Dehaene został premierem Belgii.
- 1996 – W Gazie po raz pierwszy zebrała się Rada Legislacyjna Autonomii Palestyńskiej.
- 2001 – Ariel Szaron został premierem Izraela.
- 2003:
  - Václav Klaus został zaprzysiężony na urząd prezydenta Czech.
  - Została odkryta planeta karłowata (136108) Haumea.
- 2005 – 136 osób zginęło w pożarze więzienia w Higüey w Dominikanie.
- 2006 – 20 osób zginęło, a 60 zostało rannych w serii zamachów bombowych w indyjskim mieście Waranasi.
- 2007 – 22 osoby zginęły, a 118 zostało rannych w katastrofie Boeinga 737 w Yogyakarcie na Jawie.
- 2009:
  - Amerykański Kosmiczny Teleskop Keplera rozpoczął poszukiwania ziemiopodobnych planet pozasłonecznych.
  - Prawdziwa IRA dokonała zamachu na bazę wojskową Massereene pod Belfastem, w wyniku którego zginęło 2 żołnierzy a 4 cywilów zostało rannych (w tym jeden Polak).
- 2010:
  - 600 osób zginęło w zamieszkach religijnych w pobliżu nigeryjskiego miasta Dżos.
  - Odbyła się 82. ceremonia wręczenia Oscarów.
  - W Iraku przeprowadzono wybory parlamentarne.
  - W referendum narodowym Szwajcarzy odrzucili projekt ustanowienia pełnomocników prawnych dla zwierząt.
- 2011:
  - Rozpoczął się proces byłego prezydenta Francji Jacques’a Chiraca, oskarżonego o nadużycia w czasie pełnienia funkcji mera Paryża.
  - Wojna domowa w Libii: siły rządowe rozpoczęły oblężenie Misraty.
- 2013 – Republikański senator Rand Paul wygłosił w dniach 6–7 marca w Senacie USA trwające ponad 12 godzin przemówienie, aby zablokować głosowanie nad powołaniem Johna O. Brennana na stanowisko dyrektora CIA.
- 2021 – 107 osób zginęło, a ponad 615 zostało rannych w serii eksplozji w miejscowości Bata w Gwinei Równikowej.
- 2022 – Inwazja Rosji na Ukrainę: wojska ukraińskie odparły atak na Mikołajów.
- 2023 – Muhammad ibn Abdul Rahman Al Sani został premierem Kataru.
- 2024 – Szwecja została członkiem NATO.

## Urodzili się
- 1481 – Baldassare Peruzzi, włoski architekt, malarz (zm. 1537)
- 1543 – Jan Kazimierz Wittelsbach, książę Palatynatu Reńskiego (zm. 1592)
- 1558 – Jan VII, książę Meklemburgii-Schwerin (zm. 1592)
- 1605 – Siemion Dieżniow, rosyjski podróżnik, badacz północno-wschodniej Syberii (zm. 1673)
- 1607 – Innico Caracciolo, włoski duchowny katolicki, arcybiskup Neapolu, kardynał (zm. 1685)
- 1648 – Jakob Gyllenborg, szwedzki polityk (zm. 1701)
- 1663 – Tomaso Antonio Vitali, włoski kompozytor, skrzypek (zm. 1745)
- 1669 – Aloys Thomas Raimund von Harrach, austriacki polityk, dyplomata (zm. 1742)
- 1670 – Raniero d’Elci, włoski kardynał (zm. 1761)
- 1671 – (data chrztu) Robert Roy Macgregor, szkocki zbójnik, banita, bohater narodowy (zm. 1734)
- 1679 – Carl Gyllenborg, szwedzki hrabia, polityk, dyplomata (zm. 1746)
- 1693 – Klemens XIII, papież (zm. 1769)
- 1707 – Stephen Hopkins, amerykański polityk (zm. 1785)
- 1715 – Ewald Christian von Kleist, niemiecki poeta (zm. 1759)
- 1727 – André Morellet, francuski ekonomista, filozof, pamiętnikarz (zm. 1819)
- 1728 – Isaak Iselin, szwajcarski filozof historii i polityki (zm. 1882)
- 1730 – Louis Auguste Le Tonnelier de Breteuil, francuski arystokrata, polityk, dyplomata (zm. 1807)
- 1747 – William Coxe, brytyjski pastor, historyk (zm. 1828)
- 1759 – Tomasz Wawrzecki, polski szlachcic, polityk, generał, Najwyższy Naczelnik Siły Zbrojnej Narodowej w czasie insurekcji kościuszkowskiej (zm. 1816)
- 1765 – Joseph Nicéphore Niépce, francuski fizyk, wynalazca (zm. 1833)
- 1770 – Grzegorz Tomasz Ziegler, austriacki duchowny katolicki, biskup tyniecki i biskup tarnowski (zm. 1852)
- 1772 – Józef Drzewiecki, polski pułkownik, polityk (zm. 1852)
- 1782 – Angelo Mai, włoski kardynał, teolog, filolog (zm. 1854)
- 1785 – Alessandro Manzoni, włoski pisarz (zm. 1873)
- 1788 – Antoine César Becquerel, francuski fizyk, fizykochemik (zm. 1878)
- 1789 – Michel Martin Drolling, francuski malarz (zm. 1851)
- 1790 – Władysław Tomasz Ostrowski, polski hrabia, polityk (zm. 1869)
- 1792 – John Herschel, brytyjski astronom, fizyk (zm. 1871)
- 1799 – František Ladislav Čelakovský, czeski prozaik, poeta, krytyk literacki, tłumacz (zm. 1852)
- 1802 – Edwin Landseer, brytyjski malarz rzeźbiarz (zm. 1873)
- 1803 – Wasilij Dołgoruki, rosyjski książę, generał (zm. 1868)
- 1808 – Johann Caspar Bluntschli, szwajcarski prawnik, polityk (zm. 1881)
- 1809 – Malbim, rabin, konserwatywny działacz religijny, komentator Biblii (zm. 1879)
- 1813 – Emil Korytko, polski etnograf, działacz niepodległościowy, uczestnik powstania listopadowego (zm. 1839)
- 1818 – Włodzimierz Russocki, polski ziemianin, polityk (zm. 1890)
- 1820 – Gustav Graben-Hoffmann, niemiecki kompozytor, śpiewak, pedagog muzyczny (zm. 1900)
- 1822 – Victor Massé, francuski kompozytor (zm. 1884)
- 1829 – Eduard Vogel, niemiecki podróżnik (zm. 1856)
- 1831 – Henry Moore, brytyjski malarz pejzażysta (zm. 1895)
- 1837 – Henry Draper, amerykański lekarz, astronom (zm. 1882)
- 1839:
  - Adolf Dygasiński, polski pisarz, publicysta (zm. 1902)
  - Ludwig Mond, brytyjski przemysłowiec, chemik pochodzenia niemieckiego (zm. 1909)
- 1840 – Matías Moreno González, hiszpański malarz, rzeźbiarz, kopista i restaurator dzieł sztuki (zm. 1906)
- 1841 – Friederike Kronau, niemiecko-austriacka aktorka (zm. 1918)
- 1842 – Henry Hyndman, brytyjski działacz socjalistyczny, dziennikarz, pisarz polityczny (zm. 1921)
- 1843 – Ernest Duvergier de Hauranne, francuski dziennikarz, pisarz, polityk (zm. 1877)
- 1845 – Daniel David Palmer, kanadyjski uzdrowiciel (zm. 1913)
- 1846:
  - Richard Tamm, niemiecki popularyzator turystyki (zm. 1909)
  - Karl Verner, duński językoznawca, wykładowca akademicki (zm. 1896)
- 1849:
  - Karl von Bardeleben, niemiecki anatom, wykładowca akademicki (zm. 1919)
  - Luther Burbank, amerykański przyrodnik, hodowca roślin (zm. 1926)
  - William Coulter, amerykański malarz, ilustrator (zm. 1936)
- 1850:
  - Tomasz Ciągło, polski koeaw, polityk ludowy (zm. 1912)
  - Champ Clark, amerykański polityk (zm. 1921)
  - Georg Ledebour, niemiecki dziennikarz, polityk (zm. 1947)
  - Tomáš Masaryk, czeski filozof, polityk, prezydent Czechosłowacji (zm. 1937)
- 1852:
  - Józef Cichy, polski działacz społeczny, przedsiębiorca, polityk (zm. 1913)
  - Czesław Lasocki, polski hrabia, ziemianin, polityk (zm. 1891)
  - Henryk Święcicki, polski inżynier komunikacji, polityk (zm. 1916)
- 1853 – William Onslow, brytyjski arystokrata, polityk (zm. 1911)
- 1857 – Julius Wagner-Jauregg, austriacki lekarz, psychiatra, laureat Nagrody Nobla (zm. 1940)
- 1865:
  - Martyn Jordan, walijski rugbysta (zm. 1902)
  - Adolf Schmidt, niemiecki patolog (zm. 1918)
- 1867:
  - Konstantyn Krefft, polski prezbiter katolicki, Sługa Boży (zm. 1940)
  - Stanisław Świacki, polski generał brygady (zm. 1954)
- 1868:
  - Othón P. Blanco Núñez de Cáceres, meksykański oficer marynarki wojennej, polityk (zm. 1959)
  - Giovanni Giacometti, szwajcarski malarz (zm. 1933)
- 1869:
  - Donatas Malinauskas, litewski dyplomata, polityk (zm. 1942)
  - Bertha Townsend, amerykańska tenisistka (zm. 1909)
- 1870:
  - Jimmy Barry, amerykański bokser (zm. 1943)
  - Ernst Leonard Lindelöf, fiński matematyk, wykładowca akademicki (zm. 1946)
- 1872 – Piet Mondrian, holenderski malarz (zm. 1944)
- 1875 – Maurice Ravel, francuski kompozytor pochodzenia szwajcarsko-baskijskiego (zm. 1937)
- 1876 – Ludwig Wolff, niemiecki pisarz, scenarzysta i reżyser filmowy pochodzenia żydowskiego (zm. po 1958)
- 1877 – Thorvald Ellegaard, duński kolarz torowy (zm. 1954)
- 1878 – Boris Kustodijew, rosyjski malarz, grafik (zm. 1927)
- 1880 – Jan Hamerski, polski duchowny katolicki, działacz narodowy, męczennik, Sługa Boży (zm. 1939)
- 1881 – John Knowles Im Thurn, brytyjski wiceadmirał (zm. 1956)
- 1882 – Alfred Loth, polski inżynier, działacz sportowy (zm. 1967)
- 1883 – Michael Somogyi, amerykański biochemik pochodzenia węgierskiego (zm. 1971)
- 1884:
  - Italo Foschi, włoski piłkarz, działacz sportowy, polityk (zm. 1949)
  - Fumio Gotō, japoński polityk, p.o. premiera Japonii (zm. 1980)
- 1885:
  - Walerian Bierdiajew, polski dyrygent, pedagog (zm. 1956)
  - John Tovey, brytyjski admirał (zm. 1971)
- 1886:
  - Katarzyna Feldman, polska aktorka, śpiewaczka (zm. 1974)
  - Virginia Pearson, amerykańska aktorka (zm. 1958)
  - Geoffrey Ingram Taylor, brytyjski fizyk (zm. 1975)
- 1887 – Heino Eller, estoński kompozytor (zm. 1970)
- 1888 – Wiktor Budzyński, polski polityk i działacz polonijny na Litwie (zm. 1976)
- 1889 – Ioan Mihail Racoviță, rumuński generał, polityk (zm. 1954)
- 1890:
  - Gustaf Johnsson, szwedzki gimnastyk (zm. 1959)
  - Hubert Stevens, amerykański baseballista (zm. 1950)
- 1891 – Adam Mohuczy, polski kontradmirał (zm. 1953)
- 1892 – Maria Niklewiczowa, polska pisarka, autorka podręczników (zm. 1985)
- 1893 – Antonina Rokicka-Niedbalska, polska pedagog specjalna, działaczka niepodległościowa (zm. 1975)
- 1894 – Siergiej Łazo, rosyjski działacz komunistyczny, dowódca wojskowy (zm. 1920)
- 1895:
  - Juan José Castro, argentyński kompozytor, dyrygent (zm. 1968)
  - Karel Koželuh, czeski wszechstronny sportowiec (zm. 1950)
  - Feliks Pomorski, polski przedsiębiorca (zm. 1963)
  - Jan Urban, polski działacz socjalistyczny, dziennikarz pochodzenia żydowskiego (zm. 1987)
- 1896 – Édouard Peisson, francuski pisarz (zm. 1963)
- 1897:
  - Charles J. Fekel, amerykański działacz religijny, członek Ciała Kierowniczego Świadków Jehowy (zm. 1977)
  - Joy Guilford, amerykański psycholog, statystyk, pedagog (zm. 1987)
  - Witold Klepacki, polski pediatra (zm. 1960)
  - Cornelius Righter, amerykański rugbysta, trener (zm. 1985)
- 1898 – Władysław Filipiak, polski podporucznik pilot (zm. 1925)
- 1899 – Werner Hochbaum, niemiecki reżyser filmowy (zm. 1946)
- 1900:
  - Herbert Blumer, amerykański socjolog, wykładowca akademicki (zm. 1987)
  - Wincenta Jadwiga Jaroszewska, polska zakonnica, czcigodna Służebnica Boża (zm. 1937)
  - Fritz London, niemiecko-amerykański fizyk teoretyk, wykładowca akademicki pochodzenia żydowskiego (zm. 1954)
  - Henri Mazeaud, francuski prawnik, wykładowca akademicki (zm. 1993)
- 1901:
  - Rita Gorgonowa, chorwacka guwernantka, zabójczyni (zm. ?)
  - Elżbieta Luksemburska, księżniczka Luksemburga i Nassau, księżna Thurn und Taxis (zm. 1950)
- 1902:
  - Hans Pollnow, niemiecki psychiatra (zm. 1943)
  - Heinz Rühmann, niemiecki aktor (zm. 1994)
- 1903 – Józef Dutkiewicz, polski historyk (zm. 1986)
- 1904:
  - Ivar Ballangrud, norweski łyżwiarz szybki (zm. 1969)
  - Reinhard Heydrich, niemiecki funkcjonariusz i polityk nazistowski (zm. 1942)
  - Jarmila Horáková, czeska aktorka (zm. 1928)
  - Ladislav Ženíšek, czeski piłkarz, trener (zm. 1985)
- 1905 – Antoni Szadkowski, polski porucznik rezerwy piechoty (zm. 1944)
- 1906:
  - Jaroslav Burgr, czeski piłkarz (zm. 1986)
  - Deng Fa, chiński polityk komunistyczny (zm. 1946)
  - Stanisław Łach, polski duchowny katolicki, teolog, biblista, tłumacz (zm. 1983)
- 1907:
  - Władysław Bajorek, polski zapaśnik, trener (zm. 1973)
  - Placido Cortese, włoski franciszkanin, męczennik, Sługa Boży (zm. 1944)
  - Władysław Moskalik, polski ekonomista, działacz komunistyczny (zm. 1972)
- 1908 – Anna Magnani, włoska aktorka, scenarzystka filmowa (zm. 1973)
- 1909:
  - André Abegglen, szwajcarski piłkarz, trener (zm. 1944)
  - Ryszard Siwiec, polski żołnierz AK, filozof, księgowy (zm. 1968)
- 1910 – Maria Lipka, polska nauczycielka, polityk, poseł na Sejm PRL (zm. 2009)
- 1911:
  - Agjej, indyjski poeta, prozaik, krytyk i teoretyk literatury (zm. 1987)
  - Stefan Kisielewski, polski prozaik, publicysta, krytyk muzyczny, kompozytor, polityk, poseł na Sejm PRL (zm. 1991)
- 1912:
  - Willy Schröder, niemiecki lekkoatleta, dyskobol (zm. 1990)
  - Miklós Szabados, węgierski tenisista stołowy (zm. 1962)
- 1913:
  - Harry Andersson, szwedzki piłkarz (zm. 1996)
  - Kazimierz Wojtowicz, polski podporucznik AK (zm. 1996)
  - Gordon Willey, amerykański archeolog (zm. 2002)
- 1914 – Joseph Krautwald, niemiecki rzeźbiarz (zm. 2003)
- 1915:
  - Józef Balcerak, polski dziennikarz i działacz jazzowy (zm. 1991)
  - Jacques Chaban-Delmas, francuski polityk, premier Francji (zm. 2000)
  - Antal Szendey, węgierski wioślarz (zm. 1994)
- 1916:
  - Zygmunt Kujawski, polski kapitan, chirurg wojskowy (zm. 1996)
  - Mauno Mäkelä, fiński producent filmowy (zm. 1987)
  - Cezary Nowodworski, polski kapitan, cichociemny, żołnierz AK, uczestnik powstania warszawskiego (zm. 1944)
- 1917:
  - Rut Dajan, izraelska projektantka mody (zm. 2021)
  - Betty Holberton, amerykańska matematyk, programistka (zm. 2001)
  - Reginald Maudling, brytyjski polityk (zm. 1979)
  - Davis Roberts, amerykański aktor (zm. 1993)
- 1918:
  - Jewgienij Iwanowski, radziecki generał (zm. 1991)
  - Börje Leander, szwedzki piłkarz (zm. 2003)
  - Rolf Thiele, austriacki reżyser, scenarzysta i producent filmowy (zm. 1994)
- 1919:
  - Jerachmi’el Asa, izraelski polityk (zm. 2011)
  - Torger Tokle, amerykański skoczek narciarski (zm. 1945)
- 1920:
  - Bo Yang, tajwański pisarz, historyk, więzień polityczny (zm. 2008)
  - Willie Watson, angielski krykiecista, piłkarz, trener (zm. 2004)
- 1921:
  - Józefina Pellegrini-Osiecka, polska aktorka, piosenkarka, wróżka (zm. 2001)
  - Antoni Sawoniuk, polski policjant, zbrodniarz wojenny (zm. 2005)
  - Mario Ventimiglia, włoski piłkarz, trener (zm. 2005)
  - William Waddell, szkocki piłkarz, trener (zm. 1992)
  - Helena Wolska, polska poetka ludowa (zm. 2007)
- 1922:
  - Umberto Betti, włoski kardynał diakon, teolog (zm. 2009)
  - György Csányi, węgierski lekkoatleta, sprinter (zm. 1978)
- 1923:
  - Mahlon Clark, amerykański klarnecista (zm. 2007)
  - Milo Dor, austriacki pisarz, krytyk literacki, tłumacz (zm. 2005)
  - Jan Rodowicz, polski harcerz, porucznik, żołnierz Szarych Szeregów, AK i Delegatury Sił Zbrojnych (zm. 1949)
  - Endel Redlich, estoński partyzant antykomunistyczny (zm. 1949)
  - Július Torma, slowacki bokser (zm. 1991)
- 1924:
  - Kōbō Abe, japoński prozaik, dramaturg, scenarzysta filmowy (zm. 1993)
  - Sven Hjertsson, szwedzki piłkarz (zm. 1999)
  - Eduardo Paolozzi, szkocki rzeźbiarz (zm. 2005)
- 1925:
  - Josef Ertl, niemiecki polityk (zm. 2000)
  - Rene Gagnon, amerykański żołnierz (zm. 1979)
  - Guy Herbulot, francuski duchowny katolicki, biskup Évry-Corbeil-Essonnes (zm. 2021)
  - Willigis Jäger, niemiecki duchowny katolicki, benedyktyn, mistyk, mistrz zen (zm. 2020)
  - João Evangelista Martins Terra, brazylijski duchowny katolicki, biskup pomocniczy Brasílii (zm. 2022)
- 1926:
  - Ernst Ocwirk, austriacki piłkarz, trener (zm. 1980)
  - Ljubiša Spajić, jugosłowiański piłkarz, trener (zm. 2004)
  - Luciano Vincenzoni, włoski scenarzysta filmowy (zm. 2013)
- 1927:
  - Ołeksandr Ałpatow, ukraiński piłkarz, trener (zm. 2006)
  - Víctor Brown, boliwijski piłkarz
  - Jerzy Hrybacz, polski ekonomista, działacz opozycji antykomunistycznej, polityk, poseł na Sejm RP (zm. 2013)
- 1928:
  - Arthur Dion Hanna, bahamski polityk, minister, wicepremier, gubernator generalny (zm. 2021)
  - Jerzy Kleer, polski ekonomista (zm. 2022)
- 1929 – Tomasz Weiss, polski historyk literatury (zm. 1988)
- 1930:
  - Antony Armstrong-Jones, brytyjski fotograf, autor filmów dokumentalnych, polityk (zm. 2017)
  - Krystyna Kubicka, polska pediatra, kardiolog (zm. 2017)
  - Stanley Miller, amerykański chemik, biolog (zm. 2007)
  - Luís Trochillo, brazylijski piłkarz, trener (zm. 1998)
  - Jerzy Wyrozumski, polski historyk (zm. 2018)
  - Helena Zaorska, polska chemik, profesor (zm. 1992)
- 1931:
  - Maria Wąsowska, polska artystka, graficzka (zm. 1993)
  - Sailor Roberts, amerykański profesjonalny pokerzysta (zm. 1995)
  - Walter Taibo, urugwajski piłkarz, bramkarz (zm. 2021)
  - Tomasz Wodzicki, polski botanik
- 1932:
  - Wołodymyr Dachno, ukraiński scenarzysta, animator i reżyser filmów animowanych (zm. 2006)
  - Joseph Henry Ganda, sierraleoński duchowny katolicki, biskup Kenema, arcybiskup Freetown (zm. 2023)
  - Momoko Kōchi, japońska aktorka (zm. 1998)
  - Naum Prifti, albański prozaik, dramaturg, scenarzysta filmowy (zm. 2023)
  - Stefan Sutkowski, polski oboista, muzykolog, działacz kulturalny (zm. 2017)
- 1933:
  - Jackie Blanchflower, północnoirlandzki piłkarz (zm. 1998)
  - Marzenna Szlenk-Iliewa, polska sinolog, tłumaczka
  - Wiesław Wojnowski, polski chemik, profesor nauk chemicznych (zm. 2024)
- 1934 – Przemysław Ereński, polski szachista (zm. 2024)
- 1935:
  - Giuseppe Anfossi, włoski duchowny katolicki, biskup Aosty
  - Edmund Mikołajczyk, polski chirurg, pilot akrobata, instruktor samolotowy i szybowcowy
  - Seiji Yokoyama, japoński kompozytor muzyki filmowej (zm. 2017)
- 1936:
  - Loren Acton, amerykański fizyk, astronauta
  - Claude Feidt, francuski duchowny katolicki, arcybiskup Chambéry i Aix (zm. 2020)
  - Frederick Gilroy, północnoirlandzki bokser (zm. 2016)
  - Antonio Mercero, hiszpański reżyser i scenarzysta filmowy (zm. 2018)
  - Georges Perec, francuski prozaik, eseista, filmowiec eksperymentalny (zm. 1982)
  - Julio Terrazas Sandoval, boliwijski duchowny katolicki, arcybiskup Santa Cruz de la Sierra, kardynał (zm. 2015)
- 1937 – Georgi Tringow, bułgarski szachista (zm. 2000)
- 1938:
  - David Baltimore, amerykański biolog, laureat Nagrody Nobla
  - Tomasz Burek, polski krytyk i historyk literatury, eseista (zm. 2017)
  - Albert Fert, francuski fizyk, laureat Nagrody Nobla
  - Aristide Guarneri, włoski piłkarz
  - Janet Guthrie, amerykańska zawodniczka sportów motorowych
  - Petr Skoumal, czeski kompozytor muzyki filmowej (zm. 2014)
- 1939:
  - Adolf Juzwenko, polski historyk, doktor nauk humanistycznych
  - Dušan Maravić, serbski piłkarz (zm. 2025)
  - Panajot Pano, albański piłkarz (zm. 2010)
  - Ołeksandr Tkaczenko, ukraiński agronom, polityk, przewodniczący Rady Najwyższej (zm. 2024)
- 1940:
  - Rudi Dutschke, niemiecki działacz studencki (zm. 1979)
  - Ryszard Nawrocki, polski aktor (zm. 2011)
  - Wiktor Sawinych, radziecki kosmonauta
  - Miloslav Šimek, czeski aktor, dramaturg, prozaik (zm. 2004)
- 1941:
  - John Malone, amerykański przedsiębiorca
  - Andriej Mironow, radziecki aktor (zm. 1987)
  - Roger Morin, amerykański duchowny katolicki, biskup Biloxi (zm. 2019)
  - Piers Paul Read, brytyjski pisarz katolicki
- 1942 – Ivar Eriksen, norweski łyżwiarz szybki
- 1943:
  - Jacek Maria Hohensee, polski malarz, scenograf, reżyser, poeta, prozaik, satyryk, grafik
  - Jarosław Janowski, polski konstruktor lotniczy (zm. 2016)
  - Anna Kossowska, polska socjolog i kryminolog, profesor nauk prawnych (zm. 2019)
- 1944:
  - Ewa Milde-Prus, polska aktorka (zm. 2020)
  - Townes Van Zandt, amerykański wokalista (zm. 1997)
- 1945:
  - Arthur Lee, amerykański muzyk, członek zespołu Love
  - Tomasz Lengren, polski reżyser filmowy, aktor (zm. 2008)
  - Binjamin Temkin, meksykańsko-izraelski politolog i polityk
- 1946:
  - Gerald Almeida, indyjski duchowny katolicki, biskup Jabalpuru
  - Wera Dejanowa, bułgarska literatka, tłumaczka
  - Aleksandr Dołguszyn, radziecki piłkarz wodny (zm. 2006)
  - Matthew Fisher, brytyjski muzyk, członek zespołu Procol Harum
  - Daniel Goleman, amerykański psycholog, publicysta naukowy pochodzenia żydowskiego
  - John Heard, amerykański aktor (zm. 2017)
  - Zsuzsa Koncz, węgierska piosenkarka
- 1947:
  - Jerzy Józef Baranowski, polski polityk, inżynier, senator RP (zm. 2010)
  - Marek Boral, polski polityk, poseł na Sejm RP (zm. 2004)
  - Ginny Duenkel, amerykańska pływaczka
  - Richard Lawson, amerykański aktor, producent filmowy i telewizyjny
  - Michel Mercier, francuski polityk
  - Walter Röhrl, niemiecki kierowca rajdowy
  - Giuseppe Zenti, włoski duchowny katolicki, biskup Werony
- 1948:
  - Juan Eslava Galán, hiszpański pisarz, publicysta
  - Karl Schlögel, niemiecki historyk
  - Hans-Werner Sinn, niemiecki ekonomista
  - Ryszard Szaro, polski futbolista (zm. 2015)
  - Szamil Tarpiszczew, rosyjski tenisista, trener, działacz sportowy pochodzenia tatarskiego
- 1949:
  - Leopoldo Brenes, nikaraguański duchowny katolicki, arcybiskup Managui, kardynał
  - Roman Dmitrijew, radziecki zapaśnik (zm. 2010)
  - Zenon Krzeszowski, polski ekonomista, chemik, samorządowiec, prezydent Starachowic (zm. 2022)
- 1950:
  - Ágnes Hankiss, węgierska pisarka, polityk, eurodeputowana (zm. 2021)
  - Bruno Hubschmid, szwajcarski kolarz torowy i szosowy
  - Ludwik Lech Jaksztas, polski malarz, grafik (zm. 2013)
  - Paul Krüger, niemiecki polityk
- 1951:
  - Jeff Burroughs, amerykański baseballista
  - Adam Fudali, polski polityk, samorządowiec, prezydent Rybnika (zm. 2018)
  - Linda Gibboney, amerykańska aktorka
  - Andrzej Gronowicz, polski kajakarz, kanadyjkarz
  - Diane Konihowski, kanadyjska lekkoatletka, wieloboistka
  - Juan Machuca, chilijski piłkarz
  - Eduard Rapp, radziecki kolarz torowy
  - Nenad Stekić, serbski lekkoatleta, skoczek w dal (zm. 2021)
  - Andrzej Zaborski, polski aktor, reżyser teatralny
- 1952:
  - William Boyd, szkocki pisarz
  - Ernie Isley, amerykański muzyk, członek zespołu The Isley Brothers
  - Aleksandr Jelizarow, rosyjski biathlonista
  - Edward Klejndinst, polski piłkarz, trener
  - Dominique Mamberti, francuski kardynał, nuncjusz apostolski
  - Riccardo Migliori, włoski polityk
  - Hugo Manuel Salaberry, argentyński duchowny katolicki, biskup Azul
- 1953:
  - Anthony Carmona, trynidadzko-tobagijski prawnik, sędzia, polityk, prezydent
  - Dave Jessup, angielski żużlowiec
  - Barbara Sochaczewska, polska lekkoatletka, skoczkini w dal
  - Tomasz Stocki, polski żeglarz sportowy
- 1954:
  - Andrzej Bieniasz, polski gitarzysta, kompozytor, autor tekstów, współtwórca i członek zespołów: Düpą i Püdelsi (zm. 2021)
  - Eva Brunne, szwedzka duchowna luterańska, biskup Sztokholmu
  - Janusz Dobrosz, polski polityk, poseł na Sejm RP, wicemarszałek
  - Krystyna Wiśniewska, polska aktorka
- 1955:
  - Anupam Kher, indyjski aktor
  - Gustavo Rodríguez Vega, meksykański duchowny katolicki, arcybiskup metropolita jukatański
  - Al-Walid ibn Talal ibn Abd al-Aziz Al Su’ud, saudyjski książę, miliarder
  - Jolanta Żółkowska, polska aktorka
- 1956:
  - Bryan Cranston, amerykański aktor, reżyser i scenarzysta filmowy
  - Andrea Levy, brytyjska pisarka (zm. 2019)
- 1957:
  - José Reginaldo Andrietta, brazylijski duchowny katolicki, biskup Jales
  - Maurizio Arrivabene, włoski menedżer, szef zespołu Scuderia Ferrari
  - Robert Harris, brytyjski pisarz
  - Karl-Heinz Helbing, niemiecki zapaśnik
- 1958:
  - Hélio dos Anjos, brazylijski piłkarz, bramkarz, trener
  - Władimir Kozłow, rosyjski bobsleista
  - Rik Mayall, brytyjski aktor, scenarzysta komediowy (zm. 2014)
  - Stanisław Pogorzelski, polski żużlowiec (zm. 2004)
- 1959:
  - Katarzyna Dowbor, polska dziennikarka i prezenterka telewizyjna
  - Eva Holubová, czeska aktorka
  - Jazep Januszkiewicz, białoruski poeta, prozaik, tłumacz, archiwista
  - Pirkko Määttä, fińska biegaczka narciarska
  - Luciano Spalletti, włoski piłkarz, trener
  - Marisol Touraine, francuski polityk
- 1960:
  - Jozef Chovanec, słowacki piłkarz, trener
  - Maria Kornek-Żabińska, polska hokeistka na trawie
  - Ivan Lendl, czesko-amerykański tenisista
  - Kazuo Ozaki, japoński piłkarz
  - Jim Spivey, amerykański lekkoatleta, średnio- i długodystansowiec
  - Fernando Valera Sánchez, hiszpański duchowny katolicki, biskup Zamory
  - Siegfried Wentz, niemiecki lekkoatleta, wieloboista
  - Doogie White, szkocki wokalista rockowy
- 1961:
  - Warrel Dane, amerykański wokalista, muzyk, członek zespołów: Nevermore i Sanctuary (zm. 2017)
  - Luis Doreste Blanco, hiszpański żeglarz sportowy
  - Nicolas Dupont-Aignan, francuski polityk
  - Grażyna Jaskierska, polska rzeźbiarka
  - Wagab Kazibiekow, rosyjski zapaśnik
  - Bice Vanzetta, włoska biegaczka narciarska
  - Juan Vargas, amerykański polityk pochodzenia meksykańskiego, kongresman
- 1962:
  - Améleté Abalo, togijski trener piłkarski (zm. 2010)
  - James Anaparambil, indyjski duchowny katolicki, biskup koadiutor Alleppey
  - Taylor Dayne, amerykańska piosenkarka
  - Piero Liatti, włoski kierowca rajdowy
- 1963:
  - Carlos Bardem, hiszpański aktor
  - Bartolomé Buigues Oller, hiszpański duchowny katolicki, biskup Alajuela
  - E.L. James, brytyjska pisarka
  - Jonas Nilsson, szwedzki narciarz alpejski
- 1964:
  - Bret Easton Ellis, amerykański pisarz
  - Władimir Smirnow, kazachski biegacz narciarski
- 1965
  - Cameron Daddo, australijski aktor, wokalista
  - Anna-Lena Fritzon, szwedzka biegaczka narciarska
- 1966:
  - Günther Csar, austriacki kombinator norweski
  - Władimir Draczow, rosyjski biathlonista
  - Leszek Galemba, polski rolnik, samorządowiec, polityk, poseł na Sejm RP
  - Ludwig Kögl, niemiecki piłkarz
  - Atsushi Sakurai, japoński wokalista, muzyk, autor tekstów
  - Joy Tanner, amerykańska aktorka
- 1967:
  - Ruthie Henshall, brytyjska piosenkarka, aktorka musicalowa, tancerka
  - Ai Yazawa, japońska mangaka
- 1968:
  - Elżbieta Adamska-Wedler, polska polityk, poseł na Sejm RP
  - Jason Altmire, amerykański polityk
  - Adel Amrouche, algierski piłkarz, trener
  - Jeff Kent, amerykański baseballista
  - Krystyna Liberda-Stawarska, polska biathlonistka
  - Przemysław Saleta, polski bokser, kick-bokser
- 1969:
  - Takanori Kōno, japoński kombinator norweski
  - Valentin Kononen, fiński lekkoatleta, chodziarz
  - Dionysius Sebwe, liberyjski piłkarz
- 1970:
  - Nathalie Even-Lancien, francuska kolarka torowa
  - Petra Mede, szwedzka prezenterka telewizyjna, tancerka, satyryk
  - Alex O’Brien, amerykański tenisista
  - Rachel Weisz, brytyjska aktorka pochodzenia żydowskiego
  - Robert Wrzosek, polski aktor, reżyser, scenarzysta
- 1971:
  - Tal Banin, izraelski piłkarz
  - Antoni Comín, hiszpański i kataloński filozof, wykładowca akademicki, polityk, eurodeputowany
  - Christophe Darbellay, szwajcarski polityk
  - Jakub (Donczew), bułgarski biskup prawosławny
  - Aleksja González-Barros y González, hiszpańska kandydatka na ołtarze (zm. 1985)
  - Alison Herst, kanadyjska kajakarka
  - Edvard Lasota, czeski piłkarz
  - Peter Sarsgaard, amerykański aktor pochodzenia duńskiego
  - Matthew Vaughn, brytyjski reżyser i producent filmowy
- 1972:
  - Kristan Bromley, brytyjski skeletonista
  - Nate Campbell, amerykański bokser
  - Borys Fiłatow, ukraiński prawnik, przedsiębiorca, polityk
  - Renata Gabryjelska, polska modelka, aktorka, I wicemiss Polonia
  - Jang Dong-gun, południowokoreański aktor, piosenkarz
  - Nathalie Poza, hiszpańska aktorka
- 1973:
  - Jason Bright, australijski kierowca wyścigowy
  - César Farías, wenezuelski trener piłkarski
  - Laurent Gané, francuski kolarz torowy
  - Sébastien Izambard, francuski wokalista, członek zespołu Il Divo
  - Steffi Kindt, niemiecka biathlonistka
  - Tomasz Kłos, polski piłkarz
  - Ray Parlour, angielski piłkarz
  - Bartłomiej Świderski, polski aktor, wokalista, członek zespołu Grejfrut
- 1974:
  - Michele Didoni, włoski lekkoatleta, chodziarz
  - Jenna Fischer, amerykańska aktorka
  - Daniel Herberg, niemiecki curler
  - Krizz Kaliko, amerykański raper
  - Tomasz Kostuś, polski polityk, poseł na Sejm RP, wicemarszałek województwa opolskiego
  - Tobias Menzies, brytyjski aktor
  - Facundo Sava, argentyński piłkarz
  - Darryl Stephens, amerykański aktor
- 1975:
  - Ljubomira Baczewa, bułgarska tenisistka
  - Maurizio Carnino, włoski łyżwiarz szybki, specjalista short tracku
  - Ellie Chowns, brytyjska działaczka samorządowa, polityk, eurodeputowana
  - Li Ching, hongkoński tenisista stołowy
  - Thomas Joseph Thyne, amerykański aktor
- 1976:
  - Marcello d’Orey, portugalski rugbysta, prawnik
  - Danieła Właewa, bułgarska łyżwiarka szybka, specjalistka short tracku
- 1977:
  - Dante Boninfante, włoski siatkarz
  - Presław Borisow, bułgarski przedsiębiorca, polityk, eurodeputowany
  - Jérôme Fernandez, francuski piłkarz ręczny
  - Mia Hundvin, norweska piłkarka ręczna
  - Bartosz Kowalski, polski kompozytor, aranżer, instrumentalista, pedagog
  - José Nunes, portugalski piłkarz
  - Katarzyna Raduszyńska, polska reżyserka teatralna
  - Diana Sánchez, hiszpańska siatkarka
  - Mark Taylor, kanadyjski aktor
  - Brent Weeks, amerykański pisarz fantasy
  - Mitja Zastrow, holenderski pływak
- 1978:
  - Azis, bułgarski piosenkarz
  - Emilio Mora, meksykański piłkarz
  - Saša Stanišić, niemiecki pisarz pochodzenia chorwacko-bośniackiego
- 1979:
  - Eugene Coakley, irlandzki wioślarz
  - Ricardo Rosselló, portorykański polityk
  - Desi Sława, bułgarska piosenkarka
  - Amanda Somerville, amerykańska piosenkarka, autorka tekstów, kompozytorka
  - Albert Sosnowski, polski bokser
  - Andrij Tłumak, ukraiński piłkarz, bramkarz, trener
- 1980:
  - Elisabete Ansel, portugalska lekkoatletka, tyczkarka
  - Murat Boz, turecki piosenkarz, autor tekstów, kompozytor, producent muzyczny
  - Will Chalker, brytyjski bokser, model
  - Fabio De Masi, niemiecki polityk, eurodeputowany pochodzenia włoskiego
  - Martynas Gaubas, litewski malarz, grafik, rzeźbiarz
  - Olli-Pekka Karjalainen, fiński lekkoatleta, młociarz
  - Aleksiej Litwinienko, kazachski hokeista
  - Fabiana Oliveira, brazylijska siatkarka
  - Laura Prepon, amerykańska aktorka
  - Fabien Raddas, gwadelupski piłkarz
- 1981:
  - Kanga Akalé, iworyjski piłkarz
  - Igor Jemielejew, rosyjski hokeista
  - Łukasz Liszek, polski judoka
  - Jakub Makovička, czeski wioślarz
  - Súni Olsen, farerski piłkarz
- 1982:
  - George Bailey, australijski krykiecista
  - Aarón Díaz, meksykański aktor, piosenkarz, model
  - Marc Planus, francuski piłkarz
- 1983:
  - Haruichi Furudate, japoński mangaka
  - Manucho Gonçalves, angolski piłkarz
  - Dean Hammond, angielski piłkarz
  - Charles Leveille, amerykański łyżwiarz szybki, specjalista short tracku
  - Edward Ling, brytyjski strzelec sportowy
  - Dimityr Rangełow, bułgarski piłkarz
  - Maximiliano Richeze, argentyński kolarz szosowy i torowy
- 1984:
  - Steve Burtt jr., amerykańsko-ukraiński koszykarz
  - Mathieu Flamini, francuski piłkarz
  - Brandon T. Jackson, amerykański aktor, komik
  - Lei Sheng, chiński florecista
  - Mike Lobel, kanadyjski aktor
  - Bartosz Martyna, polski aktor
  - Morena, maltańska piosenkarka
- 1985:
  - Maciej Bodnar, polski kolarz szosowy
  - Anastasija Czułkowa, rosyjska kolarka torowa
  - Mohamed Fofana, malijski piłkarz
  - Lee Sung-jin, południowokoreańska łuczniczka
  - Kamil Zayatte, gwinejski piłkarz
- 1986:
  - Tywain McKee, amerykański koszykarz
  - Ivana Miloš, chorwacka siatkarka
  - Nick Pitera, amerykański piosenkarz
  - Elshod Rasulov, uzbecki bokser
  - Julie Young, kanadyjska siatkarka
  - Natko Zrnčić-Dim, chorwacki narciarz alpejski
- 1987:
  - Hatem Ben Arfa, francuski piłkarz pochodzenia tunezyjskiego
  - Niclas Bergfors, szwedzki hokeista
  - Eleni Fureira, grecka aktorka, piosenkarka, tancerka, projektantka mody
  - Dienis Galimzianow, rosyjski kolarz szosowy
  - Elnur Hüseynov, azerski piosenkarz
  - Miloš Krstić, serbski piłkarz
  - Aleksiej Pugin, rosyjski piłkarz
- 1988:
  - Emir Bajrami, szwedzki piłkarz pochodzenia kosowskiego
  - Mikita Bukatkin, białoruski piłkarz
  - Sebastian Faißt, niemiecki piłkarz ręczny (zm. 2009)
  - Sonja Newcombe, amerykańska siatkarka
- 1989:
  - Natalja Dianska, rosyjska siatkarka
  - Kento Nagayama, japoński aktor
  - Aleksandra Opaczanowa, kazachska wioślarka
  - Markus Steuerwald, niemiecki siatkarz
- 1990:
  - Omri Ben Harusz, izraelski piłkarz
  - Jeong Dong-ho, południowokoreański piłkarz
  - Artur Jerszow, rosyjski kolarz szosowy i torowy
  - Daniel Samonas, amerykańsko-kanadyjski aktor
  - Danielle Scott, australijska narciarka dowolna
  - Jeff Withey, amerykański koszykarz
- 1991:
  - José Javier del Águila, gwatemalski piłkarz
  - Damian Byrtek, polski piłkarz
  - Ian Clark, amerykański koszykarz
  - Raphaela Folie, włoska siatkarka
  - Fredric Gustavsson, szwedzki siatkarz
  - Quenten Martinus, holenderski piłkarz
  - Anthony Mfa Mezui, gaboński piłkarz, bramkarz
- 1992:
  - Zacharie Boucher, francuski piłkarz, bramkarz
  - Barbora Gambová, czeska siatkarka
  - Quanera Hayes, amerykańska lekkoatletka, sprinterka
  - Yun Il-lok, południowokoreański piłkarz
- 1993:
  - Łeonid Akulinin, ukraiński piłkarz
  - André Biyogo Poko, gaboński piłkarz
  - Alysbeth Félix, portorykańska lekkoatletka, wieloboistka
  - Gilberto, brazylijski piłkarz
  - Jackson Irvine, australijski piłkarz
  - Shawn Parker, niemiecki piłkarz
  - Mick Pedaja, estoński piosenkarz, autor piosenek
  - Denisa Šátralová, czeska tenisistka
  - Paweł Wojda, polski sumita
- 1994:
  - Marvin Ducksch, niemiecki piłkarz
  - Szymon Gregorowicz, polski siatkarz
  - Andrew Harris, australijski tenisista
  - Ryō Hirakawa, japoński kierowca wyścigowy
  - Chase Kalisz, amerykański pływak
  - Gergő Kocsis, węgierski piłkarz
  - Jake Layman, amerykański koszykarz
  - Igor Lichnovsky, chilijski piłkarz pochodzenia austriackiego
  - Sandro Marcos, filipiński polityk
  - An-Sophie Mestach, belgijska tenisistka
  - Benjamin Perry, kanadyjski kolarz szosowy
  - Jordan Pickford, angielski piłkarz, bramkarz
  - Sophie Skelton, brytyjska aktorka
- 1995:
  - Urša Bogataj, słoweńska skoczkini narciarska
  - Alberto Grassi, włoski piłkarz
  - Haley Lu Richardson, amerykańska aktorka
  - Devin Robinson, amerykański koszykarz
  - Gabriele Rossetti, włoski strzelec sportowy
  - Vahit Emre Savaş, turecki siatkarz
- 1996:
  - Natalia Chacińska, polska lekkoatletka, skoczkini w dal
  - Ołeksandr Kaplijenko, ukraiński piłkarz
  - Bart Nieuwkoop, holenderski piłkarz
  - Cierra Runge, amerykańska pływaczka
- 1997:
  - Leonela Ayoví, ekwadorska zapaśniczka
  - Natalia Bajor, polska tenisistka stołowa
  - Tyler Bate, brytyjski wrestler
  - Luke Maye, amerykański koszykarz
  - Dylan Strome, kanadyjski hokeista
- 1998:
  - Mustapha Bouamar, algierski judoka
  - Amanda Gorman, amerykańska poetka, aktywistka społeczna
  - Sven Karič, słoweński piłkarz
  - Jean Thierry Lazare, iworyjski piłkarz
  - Matthew Olosunde, amerykański piłkarz pochodzenia nigeryjskiego
  - Gabriella Taylor, brytyjska tenisistka
- 1999:
  - Ronald Araújo, urugwajski piłkarz
  - Tyrese Martin, amerykański koszykarz
  - Luca Pellegrini, włoski piłkarz
- 2000:
  - Daniels Ontužāns, łotewski piłkarz
  - Ihor Snurnicyn, ukraiński piłkarz
- 2001 – Frederik Jäkel, niemiecki piłkarz
- 2002:
  - Víctor Guzmán, meksykański piłkarz
  - Meg Harris, australijska pływaczka
  - Amadou Traoré, francuski piłkarz pochodzenia gwinejskiego
- 2003 – Polina Kostiukowicz, rosyjska łyżwiarka figurowa
- 2004 – Katie Gomez, amerykańska zapaśniczka
- 2008 – Manuel Zlatanov, włoski siatkarz pochodzenia bułgarskiego

## Zmarli
- 322 p.n.e. – Arystoteles, grecki filozof (ur. 384 p.n.e.)
- 161 – Antoninus Pius, cesarz rzymski (ur. 86)
- 203:
  - Felicyta z Kartaginy, męczennica, święta (ur. ?)
  - Perpetua z Kartaginy, męczennica, święta (ur. 181)
- 851 – Nominoë, książę Bretanii (ur. ?)
- 1028 – Bossuta Stefan, polski duchowny katolicki, arcybiskup gnieźnieński (ur. ?)
- 1111 – Boemund I, normański krzyżowiec, książę Antiochii (ur. 1058)
- 1184 – Otton I, margrabia brandenburski (ur. ok. 1130)
- 1209 – Otto VIII Wittelsbach, palatyn Bawarii (ur. przed 1180)
- 1274 – Tomasz z Akwinu, włoski filozof, przyrodnik, święty (ur. ok. 1225)
- 1304 – Gwidon de Dampierre, hrabia Flandrii, margrabia Namur (ur. ok. 1226)
- 1407 – Franciszek I Gonzaga, władca Mantui (ur. 1366)
- 1457 – Jan Marienau, niemiecki duchowny katolicki, biskup chełmiński (ur. ?)
- 1494 – Piotr z Bnina Moszyński, polski duchowny katolicki, biskup kujawsko-pomorski i przemyski, sekretarz królewski, starosta Mosiny (ur. ok. 1430)
- 1496 – Mikołaj Odrowąż z Rembieszyc, polski duchowny katolicki, opat jędrzejowski (ur. ?)
- 1517 – Maria Aragońska, królowa Portugalii (ur. 1482)
- 1521 – Benedetto Buglioni, włoski rzeźbiarz, ceramista (ur. 1459/60)
- 1550 – Wilhelm IV, książę Bawarii (ur. 1493)
- 1578 – Małgorzata Douglas, angielska arystokratka (ur. 1515)
- 1606 – Bogusław XIII, książę wołogoski i szczeciński (ur. 1544)
- 1623 – Luís Mendes de Vasconcellos, portugalski arystokrata, gubernator Angoli Portugalskiej, wielki mistrz zakonu joannitów (ur. ok. 1542)
- 1625 – Johann Bayer, niemiecki astronom, prawnik (ur. 1572)
- 1657 – Razan Hayashi, japoński filozof (ur. 1583)
- 1674 – Charles Sorel, francuski pisarz (ur. ok. 1600)
- 1687 – Stefan Wierzbowski, polski duchowny katolicki, biskup poznański, arcybiskup nominat gnieźnieński, referendarz wielki koronny, założyciel Nowej Jerozolimy (obecnie Góra Kalwaria) (ur. 1620)
- 1711 – Hans Georg Asam, niemiecki malarz (ur. 1649)
- 1719 – Heinrich Bernhard Rupp, niemiecki botanik (ur. 1688)
- 1724 – Innocenty XIII, papież (ur. 1655)
- 1725 – Michał de la Mars, polski duchowny katolicki, biskup pomocniczy kamieniecki i chełmski (ur. 1668)
- 1735 – Michał Zdzisław Zamoyski, polski polityk, wojewoda smoleński (ur. ok. 1679)
- 1737:
  - Guido von Starhemberg, austriacki feldmarszałek (ur. 1657)
  - Francesco Antonio Tullio, włoski poeta, librecista (ur. 1660)
- 1743 – Adriaan van Cattenburg, holenderski pastor, teolog, wykładowca akademicki (ur. 1664)
- 1748 – William Corbett, brytyjski kompozytor, skrzypek, kolekcjoner instrumentów muzycznych (ur. 1680)
- 1751:
  - Henry Lowther, brytyjski arystokrata, polityk (ur. 1694)
  - Leon Michał Radziwiłł, polski ziemianin, polityk (ur. 1722)
- 1752:
  - Pietro Castrucci, włoski kompozytor (ur. 1679)
  - Pietro Grimani, doża Wenecji (ur. 1677)
- 1767 – Jean-Baptiste Le Moyne de Bienville, francuski kolonizator, odkrywca (ur. 1680)
- 1770 – Teresa Małgorzata od Serca Jezusowego Redi, włoska karmelitanka, święta (ur. 1747)
- 1774 – Carlo Alberto Guidoboni Cavalchini, włoski kardynał (ur. 1683)
- 1777 – Sebastian Sailer, niemiecki norbertanin, kaznodzieja, pisarz (ur. 1714)
- 1778 – Charles De Geer, szwedzki entomolog, przemysłowiec pochodzenia holenderskiego (ur. 1720)
- 1779 – Henry Howard, brytyjski arystokrata, polityk (ur. 1739)
- 1786 – František Benda, czeski kompozytor, skrzypek (ur. 1709)
- 1795 – Parteniusz (Sopkowski), rosyjski biskup prawosławny pochodzenia ukraińskiego (ur. 1717)
- 1799 – Maria Antonia de Paz Figueroa, argentyńska zakonnica, święta (ur. 1730)
- 1809:
  - Johann Georg Albrechtsberger, austriacki kompozytor (ur. 1736)
  - Jean-Pierre Blanchard, francuski wynalazca, pionier baloniarstwa (ur. 1753)
- 1810 – Cuthbert Collingwood, brytyjski arystokrata, wiceadmirał (ur. 1748)
- 1815 – Francesco Bartolozzi, włoski grawer (ur. 1727)
- 1842 – Paweł Fryderyk, wielki książę Meklemburgii-Schwerin (ur. 1800)
- 1852 – Jacopo Ferretti, włoski prozaik, poeta, librecista (ur. 1784)
- 1853 – Kazimierz Tański, polski generał (ur. 1774)
- 1856 – Kajetan Koźmian, polski prawnik, poeta (ur. 1771)
- 1858 – Kazimierz Żwan, polski pułkownik, malarz (ur. 1792)
- 1866:
  - Bernard Ludwik Beaulieu, francuski misjonarz, męczennik, święty (ur. 1840)
  - Szymon Berneux, francuski misjonarz, biskup, męczennik, święty (ur. 1814)
  - Justyn Ranfer de Bretenieres, francuski misjonarz, męczennik, święty (ur. 1838)
  - Henryk Dorie, francuski misjonarz, męczennik, święty (ur. 1839)
  - Jan Chrzciciel Nam Chong-sam, koreański męczennik, święty (ur. 1812)
- 1871 – Jan Oczapowski, polski lekarz (ur. 1800)
- 1874 – Jean Cruveilhier, francuski lekarz, anatom, anatomopatolog (ur. 1791)
- 1875 – John Edward Gray, brytyjski zoolog (ur. 1800)
- 1881 – Edward Richard Alston, szkocki przyrodnik, zoolog (ur. 1845)
- 1884 – Stefania Chłędowska, polska pisarka (ur. 1850)
- 1887 – Carl Ferdinand von Arlt, austriacki okulista, chirurg (ur. 1812)
- 1888 – Christopher Memminger, amerykański prawnik, polityk pochodzenia niemieckiego (ur. 1803)
- 1889 – Józef Eulalio Valdés, kubański bonifrater, błogosławiony (ur. 1820)
- 1890 – Karl Rudolf Friedenthal, niemiecki prawnik, przedsiębiorca, polityk (ur. 1827)
- 1891:
  - Franz Kaspar Drobe, niemiecki duchowny katolicki, biskup Paderborn (ur. 1808)
  - Friedrich Kutter, niemiecki lekarz, ornitolog (ur. 1834)
  - Franc Miklošič, słoweński językoznawca, slawista, wykładowca akademicki (ur. 1813)
- 1892 – Étienne Arago, francuski pisarz, polityk (ur. 1802)
- 1895:
  - Konstanty Piliński, polski ziemianin, polityk (ur. 1825)
  - Andrzej Pruszyński, polski rzeźbiarz (ur. 1836)
- 1898 – Roman Jasiński, polski chirurg (ur. 1854)
- 1903:
  - Mirsalich Bikczurin, baszkirski filolog, tłumacz, generał (ur. 1819 lub 1820)
  - Maria Aniela Krasicka, polska hrabianka, posiadaczka ziemska, działaczka społeczna (ur. 1816)
- 1904 – Augustus Loftus, brytyjski dyplomata, polityk (ur. 1817)
- 1905 – Michał Rybiński, polski przyrodnik, entomolog, muzealnik (ur. 1844)
- 1907:
  - Victor Alphonse Duvernoy, francuski pianista, kompozytor (ur. 1842)
  - Martynas Sederevičius, litewski duchowny katolicki, wydawca pism religijnych, kolporter literatury podziemnej (ur. 1829)
- 1908 – Antoni Chamiec, polski ekonomista, polityk, szambelan cesarsko-królewski (ur. 1840)
- 1911:
  - Antonio Fogazzaro, włoski pisarz (ur. 1842)
  - Marian Gorzkowski, polski pisarz (ur. 1830)
- 1913 – Pauline Johnson, kanadyjska poetka (ur. 1861)
- 1914:
  - Maciej Czyszczan, polski prawnik, sędzia, prokurator (ur. 1832)
  - Henryk Dobrzycki, polski lekarz, kompozytor, muzykolog, filantrop (ur. 1841)
  - Christian David Ginsburg, brytyjski biblista pochodzenia żydowskiego (ur. 1831)
- 1916 – Arthur Lawry, brytyjski rugbysta (ur. 1883)
- 1919:
  - Maria Dulębianka, polska malarka, pisarka, publicystka, feministka (ur. 1861)
  - Leopold Lis-Kula, polski pułkownik (ur. 1896)
- 1920:
  - Jaan Poska, estoński adwokat, polityk (ur. 1866)
  - Jarosław Odrowąż-Pieniążek, polski aktor, dziennikarz (ur. 1853)
  - Nikołaj Zajonczkowski, rosyjski urzędnik państwowy, autor podręczników szkolnych, emigrant (ur. 1859)
- 1921:
  - Jadwiga Czaki, polska aktorka (ur. 1860)
  - Aleksandr Dutow, rosyjski generał, ataman kozacki (ur. 1879)
  - François Hennebique, francuski inżynier, budowniczy-samouk (ur. 1842)
  - Marceli Trapszo, polski aktor, reżyser, dyrektor teatrów (ur. 1860)
- 1922:
  - Stanisław Braun, polski ginekolog-położnik, wykładowca akademicki (ur. 1859)
  - Miroslav Malovrh, słoweński prozaik, poeta, tłumacz, dziennikarz (ur. 1861)
  - Carl Ludwig Schleich, niemiecki malarz, poeta, chirurg (ur. 1859)
  - Axel Thue, norweski matematyk (ur. 1863)
- 1925 – Gieorgij Lwow, rosyjski polityk, premier Rosji (ur. 1861)
- 1926:
  - Pranas Eidukevičius, litewski rewolucjonista, polityk komunistyczny (ur. 1869)
  - William Larsson, szwedzki aktor, reżyser filmowy (ur. 1873)
- 1928:
  - Gieorgij Bobrinski, rosyjski generał-adiutant, polityk (ur. 1863)
  - Theodor Petrina, austriacki internista (ur. 1842)
- 1929 – Walerian Kryciński, polski malarz, ceramik (ur. 1852)
- 1931:
  - Theo van Doesburg, holenderski malarz, pisarz, architekt, teoretyk sztuki (ur. 1883)
  - Lupu Pick, niemiecki reżyser filmowy, aktor (ur. 1886)
- 1932:
  - Aristide Briand, francuski polityk, premier Francji, laureat Pokojowej Nagrody Nobla (ur. 1862)
  - Johannes Jacobsen, duński zapaśnik (ur. 1898)
- 1933 – John Mabon Warden, brytyjski esperantysta (ur. 1856)
- 1934 – John Hamilton-Gordon, brytyjski arystokrata, polityk (ur. 1847)
- 1935 – Leonid Fiodorow, rosyjski duchowny, pierwszy egzarcha Kościoła katolickiego obrządku bizantyjsko-rosyjskiego, błogosławiony (ur. 1879)
- 1937 – Waldemar Titzenthaler, niemiecki fotografik (ur. 1869)
- 1939:
  - Matwiej Berman, radziecki oficer NKWD pochodzenia żydowskiego (ur. 1898)
  - William Purnell Jackson, amerykański polityk (ur. 1868)
- 1941:
  - Igo Sym, polski, austriacki i niemiecki aktor, kolaborant (ur. 1896)
  - Arnold Schering, niemiecki muzykolog, wykładowca akademicki (ur. 1877)
  - Teodor Wykrętowicz, polski podporucznik, uczestnik powstania styczniowego (ur. 1845)
- 1942:
  - Lucy Parsons, amerykańska działaczka ruchu robotniczego, aktywistka, radykalna socjalistka, anarchokomunistka (ur. ok. 1853)
  - Pierre Semard, francuski polityk, kolejarz, anarchosyndykalista (ur. 1887)
- 1943 – Akilles Järvinen, fiński lekkoatleta, wieloboista i plotkarz (ur. 1905)
- 1944 – August Busck, duńsko-amerykański entomolog (ur. 1870)
- 1945:
  - Bertrand Dawson, brytyjski arystokrata, lekarz, generał (ur. 1864)
  - Albrecht Penck, niemiecki geograf, geomorfolog (ur. 1858)
- 1948 – Marian Malinowski, polski działacz socjalistyczny i niepodległościowy, polityk, poseł na Sejm i senator RP (ur. 1876)
- 1949:
  - Hieronim Dekutowski, polski oficer, cichociemny, żołnierz Polskich Sił Zbrojnych na Zachodzie, dowódca oddziałów partyzanckich AK, DSZ i Zrzeszenia WiN (ur. 1918)
  - Antoni Tomiałojć, polski żołnierz AK i WiN (ur. 1923)
- 1951 – Hadż Ali Razmara, irański generał, polityk, premier Iranu (ur. 1901)
- 1952 – Paramahansa Jogananda, indyjski jogin, swami (ur. 1893)
- 1953:
  - Apolinary Hartglas, polski i izraelski polityk, poseł na Sejm RP, działacz syjonistyczny (ur. 1883)
  - Konstanty Rdułtowski, polski ziemianin, polityk, poseł na Sejm i senator RP (ur. 1880)
- 1954:
  - Otto Diels, niemiecki chemik, wykładowca akademicki, laureat Nagrody Nobla (ur. 1876)
  - Will H. Hays, amerykański polityk (ur. 1879)
  - Ludwik Hirszfeld, polski mikrobiolog, immunolog pochodzenia żydowskiego (ur. 1884)
- 1956 – John Emerson, amerykański aktor, reżyser, scenarzysta i producent filmowy (ur. 1874)
- 1957 – Maksymilian Jasionowski, polski prozaik, poeta, działacz społeczny i narodowy, powstaniec śląski (ur. 1867)
- 1959:
  - Ichirō Hatoyama, japoński polityk, premier Japonii (ur. 1883)
  - Arthur Pigou, brytyjski ekonomista (ur. 1877)
- 1960 – Zofia Sadowska, polska lekarka, feministka (ur. 1887)
- 1961:
  - Giorgio Clarotti, włoski ekonomista, historyk prawa, polonofil (ur. 1903)
  - William Harris, amerykański pływak (ur. 1897)
- 1963 – Billy Wolfe, amerykański promotor wrestlingu (ur. 1896)
- 1964:
  - Eustace Osborne Grenfell, brytyjski pilot wojskowy, as myśliwski (ur. 1890)
  - Samuel Wilks (statystyk), amerykański statystyk (ur. 1906)
- 1965 – Ludwika Mountbatten, królowa Szwecji (ur. 1889)
- 1966 – Hilding Ekman, szwedzki lekkoatleta, długodystansowiec (ur. 1893)
- 1967:
  - Mikołaj (Czufarowski), rosyjski biskup prawosławny (ur. 1884)
  - Karol Rómmel, polski podpułkownik kawalerii, jeździec sportowy (ur. 1888)
  - Willie Smith, amerykański muzyk i wokalista jazzowy (ur. 1910)
  - Alice B. Toklas, Amerykanka, kochanka pisarki Gertrude Stein (ur. 1877)
- 1968:
  - Lina Stern, radziecka biochemik, fizjolog pochodzenia żydowskiego (ur. 1878)
  - Seweryn Szer, polski prawnik (ur. 1902)
- 1969:
  - Tadeusz Giewont-Szczecina, polski poeta, dramaturg, publicysta, regionalista sądecki (ur. 1905)
  - Anna Kowalska, polska pisarka (ur. 1903)
- 1970 – Ryszard Szymanik, polski generał brygady (ur. 1902)
- 1971:
  - Erich Abraham, niemiecki generał piechoty (ur. 1895)
  - Richard Montague, amerykański matematyk, filozof (ur. 1930)
  - Orvar Trolle, szwedzki pływak (ur. 1900)
- 1972 – Feliks Rapf, polski pedagog, publicysta, działacz turystyczny i społeczny (ur. 1891)
- 1974:
  - Leopold Duźniak, polski piłkarz, działacz piłkarski (ur. 1900)
  - Alberto Rabagliati, włoski piosenkarz, aktor (ur. 1906)
- 1975:
  - Michaił Bachtin, rosyjski filozof, literaturoznawca, językoznawca (ur. 1895)
  - Åke Bergqvist, szwedzki żeglarz sportowy (ur. 1900)
  - Ben Blue, kanadyjski aktor (ur. 1901)
  - Jerzy Groyecki, polski koszykarz, trener (ur. 1921)
  - Franciszek Mazur, polski prawnik, polityk, wicemarszałek Sejmu PRL pochodzenia ukraińskiego (ur. 1895)
  - Isabella Moore, brytyjska pływaczka (ur. 1894)
- 1976:
  - Esko Järvinen, fiński skoczek narciarski, kombinator norweski (ur. 1907)
  - Adolphe Reymond, szwajcarski piłkarz (ur. 1896)
  - Brunon Sikorski, polski polityk, poseł na Sejm RP (ur. 1896)
  - Zdzisław Studziński, polski wiceadmirał (ur. 1922)
- 1979 – Kazimierz Granat, polski działacz robotniczy i komunistyczny (ur. 1912)
- 1981:
  - Bosley Crowther, amerykański dziennikarz, krytyk filmowy (ur. 1905)
  - Władysław Pomaski, polski major pilot balonowy (ur. 1895)
  - Hilde Krahwinkel Sperling, niemiecka tenisistka (ur. 1908)
- 1982:
  - John Hare, brytyjski arystokrata, polityk (ur. 1911)
  - Konrad Wolf, niemiecki reżyser filmowy (ur. 1925)
- 1983:
  - Lutz Eigendorf, niemiecki piłkarz (ur. 1956)
  - Claude Vivier, kanadyjski kompozytor (ur. 1884)
- 1984:
  - Tadeusz Dobrowolski, polski historyk sztuki (ur. 1899)
  - Karl Neckermann, niemiecki lekkoatleta, sprinter (ur. 1911)
  - Michał Scipio del Campo, polski pilot, inżynier, metalurg, termodynamik (ur. 1887)
- 1985 – Arkady Fiedler, polski pisarz, podróżnik (ur. 1894)
- 1986 – Jacob K. Javits, amerykański prawnik, polityk (ur. 1904)
- 1987:
  - Eugeniusz Eibisch, polski malarz, pedagog (ur. 1896)
  - Waldo Salt, amerykański scenarzysta filmowy i telewizyjny (ur. 1914)
- 1988:
  - Divine, amerykański aktor, piosenkarz (ur. 1945)
  - Olof Stahre, szwedzki jeździec sportowy (ur. 1909)
- 1990:
  - Claude Arrieu, francuska kompozytorka (ur. 1903)
  - Kazimierz Błahij, polski dziennikarz, pisarz, publicysta, reportażysta (ur. 1924)
  - Shenork Kaloustian, ormiański patriarcha Konstantynopola (ur. 1913)
  - Luís Carlos Prestes, brazylijski działacz komunistyczny (ur. 1898)
  - Alicja Migulanka, polska aktorka (ur. 1932)
  - Mihály Tóth, węgierski piłkarz (ur. 1926)
  - Salvatore Tripoli, amerykański bokser pochodzenia włoskiego (ur. 1904)
  - Carl Alvar Wirtanen, amerykański astronom (ur. 1910)
- 1991:
  - Stefan Kosiński, polski adwokat (ur. 1909)
  - Jurek Sipiński, polski żużlowiec (ur. 1934)
- 1992:
  - Zofia Mączka-Patkaniowska, polska lekarka-radiolog (ur. 1905)
  - Asaf Messerer, radziecki baletmistrz, pedagog pochodzenia żydowskiego (ur. 1909)
- 1993:
  - Duane Carter, amerykański kierowca wyścigowy (ur. 1913)
  - Angelo Piccaluga, włoski piłkarz, trener (ur. 1906)
- 1994:
  - Wojciech Jahn, polski inżynier, malarz amator (ur. 1937)
  - Józef Pajestka, polski ekonomista, wykładowca akademicki (ur. 1924)
- 1995:
  - Róża Herman, polska szachistka pochodzenia żydowskiego (ur. 1902)
  - Paul-Émile Victor, francuski etnolog, badacz polarny, podróżnik, pisarz (ur. 1907)
  - Kazimierz Wiłkomirski, polski wiolonczelista, dyrygent, kompozytor, pedagog (ur. 1900)
- 1997:
  - Martin Kippenberger, niemiecki rzeźbiarz, grafik, malarz, autor instalacji (ur. 1953)
  - Agnieszka Osiecka, polska poetka, pisarka, autorka tekstów piosenek (ur. 1936)
  - Edward Mills Purcell, amerykański fizyk, wykładowca akademicki, laureat Nagrody Nobla (ur. 1912)
- 1998:
  - Bill Cable, amerykański aktor, model, kaskader (ur. 1946)
  - Leon Dubicki, polski generał brygady (ur. 1915)
- 1999:
  - Stanley Kubrick, amerykański reżyser i scenarzysta filmowy (ur. 1928)
  - Roger Rouse, amerykański bokser (ur. 1934)
  - Stanisław Tworkowski, polski duchowny katolicki, pisarz (ur. 1901)
- 2000:
  - William Donald Hamilton, brytyjski biolog ewolucyjny (ur. 1936)
  - Robert Hart, brytyjski ogrodnik, ekolog, wykładowca akademicki (ur. 1913)
  - Ołeksandr Kłymenko, ukraiński lekkoatleta, kulomiot (ur. 1970)
  - Hirokazu Ninomiya, japoński piłkarz, trener (ur. 1917)
- 2001:
  - Mieczysław Dębicki, polski generał dywizji, polityk (ur. 1926)
  - Marian Norkowski, polski piłkarz (ur. 1935)
- 2002:
  - Daaf Drok, holenderski piłkarz (ur. 1914)
  - Stanisław Siedlecki, polski geolog, taternik, polarnik (ur. 1912)
- 2003 – Manfred Durniok, niemiecki reżyser filmowy (ur. 1934)
- 2004:
  - Bengt Fahlkvist, szwedzki zapaśnik (ur. 1922)
  - Jack Holden, brytyjski lekkoatleta, długodystansowiec (ur. 1907)
  - Paul Winfield, amerykański aktor (ur. 1939)
- 2005 – John Box, brytyjski scenograf filmowy (ur. 1920)
- 2006:
  - John Joseph McFall, amerykański polityk (ur. 1918)
  - Ali Farka Touré, malijski pieśniarz, gitarzysta (ur. 1939)
- 2007:
  - Bill Chinnock, amerykański kompozytor, klawiszowiec, gitarzysta (ur. 1947)
  - Gepa Maibaum, niemiecka działaczka samorządowa, polityk (ur. 1935)
- 2008:
  - Andrzej Butkiewicz, polski działacz opozycji antykomunistycznej (ur. 1955)
  - Leon Greenman, brytyjski publicysta (ur. 1910)
  - Jean Laurain, francuski polityk, deputowany, minister (ur. 1921)
  - Francis Pym, brytyjski polityk (ur. 1922)
- 2009:
  - Václav Bedřich, czeski reżyser filmów animowanych (ur. 1918)
  - Jimmy Boyd, amerykański aktor, wokalista, muzyk (ur. 1939)
  - Jarosław Czarnobaj, polski dziennikarz radiowy (ur. 1933)
  - Tullio Pinelli, włoski scenarzysta filmowy (ur. 1908)
  - Anton Schoch, kazachski piłkarz, trener (ur. 1960)
  - Sławomir Szatkowski, polski polityk (ur. 1944)
- 2010:
  - Bolesław Broda, polski farmaceuta, botanik, zielarz (ur. 1949)
  - Kenneth Dover, brytyjski filolog klasyczny, wykładowca akademicki (ur. 1920)
  - Mihajlo Mihajlov, jugosłowiański pisarz, dysydent, obrońca praw człowieka pochodzenia rosyjskiego (ur. 1934)
  - Carlos Alberto Moratorio, argentyński jeździec sportowy (ur. 1929)
  - Marcin Wnuk, polski samorządowiec, polityk, poseł na Sejm RP (ur. 1949)
- 2011 – Lech Jacuński, polski biolog, zoolog (ur. 1940)
- 2012:
  - Ryszard Drozd, polski szachista (ur. 1934)
  - Félicien Marceau, francuski pisarz (ur. 1913)
  - Włodzimierz Smolarek, polski piłkarz (ur. 1957)
- 2013:
  - Kenny Ball, brytyjski trębacz jazzowy (ur. 1930)
  - Peter Banks, brytyjski gitarzysta, członek zespołu Yes (ur. 1947)
  - Damiano Damiani, włoski reżyser i scenarzysta filmowy (ur. 1922)
  - Frédéric Striby, francuski nauczyciel, samorządowiec, polityk (ur. 1943)
  - Wojciech Witkowski, polski poeta (ur. 1939)
  - Jan Zwartkruis, holenderski trener piłkarski (ur. 1926)
- 2014 – Adilia Castillo, wenezuelska aktorka, piosenkarka (ur. 1933)
- 2015:
  - Manuel (Pawłow), rosyjski biskup prawosławny (ur. 1950)
  - Ross Turnbull, australijski rugbysta, prawnik, działacz sportowy (ur. 1941)
- 2016:
  - Michał Anioł Bogusławski, polski dokumentalista, reżyser, scenarzysta (ur. 1931)
  - Paolo Giglio, maltański duchowny katolicki, arcybiskup, nuncjusz apostolski (ur. 1927)
  - Béla Kuharszki, węgierski piłkarz (ur. 1940)
  - Aleksander Minkowski, polski pisarz, reportażysta, scenarzysta filmowy (ur. 1933)
  - Jean-Bernard Raimond, francuski polityk, dyplomata (ur. 1926)
- 2017:
  - Hans Georg Dehmelt, amerykański fizyk, wykładowca akademicki, laureat Nagrody Nobla pochodzenia niemieckiego (ur. 1922)
  - Yukinori Miyabe, japoński łyżwiarz szybki (ur. 1968)
  - Tadeusz Rybak, polski duchowny katolicki, biskup pomocniczy wrocławski, biskup legnicki (ur. 1929)
- 2018:
  - Reynaldo Bignone, argentyński generał, polityk, prezydent Argentyny (ur. 1928)
  - Jerzy Milian, polski muzyk jazzowy, kompozytor, wibrafonista, malarz (ur. 1935)
  - Werner Radspieler, niemiecki duchowny katolicki, biskup Bambergu (ur. 1938)
  - Marian Schmidt, polski fotograf (ur. 1945)
  - Charles Thone, amerykański prawnik, polityk (ur. 1924)
  - Henryk Żyto, polski żużlowiec, trener (ur. 1936)
- 2019:
  - Pino Caruso, włoski aktor (ur. 1934)
  - Guillaume Faye, francuski dziennikarz, pisarz, polityk (ur. 1949)
  - Patrick Lane, kanadyjski poeta (ur. 1939)
  - Lucyna Tych, polska historyk, reżyserka teatralna i telewizyjna (ur. 1930)
- 2020:
  - Jair Marinho, brazylijski piłkarz (ur. 1936)
  - Reza Mohammadi Langroudi, irański duchowny szyicki, ajatollah (ur. 1928)
  - Ludwik Stomma, polski etnolog, antropolog kultury, publicysta (ur. 1950)
- 2021:
  - Dmitrij Baszkirow, rosyjski pianista (ur. 1931)
  - Wiesław Bocheński, polski zapaśnik (ur. 1944)
  - Sanja Ilić, serbski piosenkarz, klawiszowiec, kompozytor, członek zespołu Balkanika (ur. 1951)
  - Jacek Łukasiewicz, polski poeta, krytyk i historyk literatury (ur. 1934)
  - Lars-Göran Petrov, szwedzki perkusista i wokalista metalowy, członek zespołu Entombed (ur. 1972)
- 2022:
  - Witalij Gierasimow, rosyjski dowódca wojskowy, generał major (ur. 1977)
  - Awraham Hirszson, izraelski polityk, minster finansów (ur. 1941)
  - Lech Krowiranda, polski działacz partyjny i państwowy, wiceprezydent Łodzi (ur. 1931)
  - Ołeksandr Marczenko, ukraiński polityk (ur. 1965)
  - Muhammad Rafiq Tarar, pakistański prawnik, polityk, prezydent Pakistanu (ur. 1929)
  - Héctor Vargas, chilijski duchowny katolicki, biskup Temuco (ur. 1951)
- 2023:
  - Władysław Findeisen, polski inżynier, automatyk, profesor nauk technicznych, polityk, senator RP (ur. 1926)
  - Antoni Grabowski, polski rzeźbiarz, pedagog (ur. 1937)
  - Dominik Kuta, polski gitarzysta, multiinstrumentalista, wokalista, kompozytor, członek zespołów Czerwone Gitary, Bractwo Kurkowe 1791, Grupa Dominika i Quorum (ur. 1952)
  - Augusto Lauro, włoski duchowny katolicki, biskup San Marco Argentano-Scalea (ur. 1923)
  - Bogdan Sujak, polski fizyk, wykładowca akademicki (ur. 1924)
  - Elżbieta Żakowicz, polska wokalistka, członkini zespołu Wiślanie 69 (ur. 1947)
- 2024:
  - Zenon Czerniakowski, polski entomolog, wykładowca akademicki (ur. 1924)
  - Alicja Pawlicka, polska aktorka (ur. 1933)
  - Wacław Strykowski, polski pedagog, dydaktyk, profesor nauk humanistycznych (ur. 1942)
- 2025:
  - Luís Carlos Galter, brazylijski piłkarz (ur. 1947)
  - Maria Etienne, polska tłumaczka dialogów filmowych (ur. 1940)
  - Bogdan Merkel, polski zapaśnik (ur. 1957)
  - David Vunagi, salomoński duchowny anglikański, polityk, gubernator generalny Wysp Salomona (ur. 1950)
  - D’wayne Wiggins, amerykański wokalista, gitarzysta, członek zespołu Tony! Toni! Toné!, producent muzyczny (ur. 1961)
  - Alaksandr Zimienka, białoruski malarz, ceramik, architekt wnętrz, designer (ur. 1946)